# Paraphyllum (alge)
Paraphyllum, rod crvenih algi iz porodice Corallinaceae. Rod je taksonomski priznat a jedina priznata vrsta je fosilna alga P. primaevum Lemoine 1970
Vrsta Paraphyllum amphiroiforme još nije priznata.